# 三菱電機デジタルイノベーション
三菱電機デジタルイノベーション（みつびしでんきデジタルイノベーション、英: Mitsubishi Electric Digital Innovation Corporation）とは、三菱電機系列の企業。
三菱電機株式会社が2001年に分社化した情報システム・サービス事業会社である三菱電機インフォメーションシステムズ株式会社、三菱電機インフォメーションネットワーク株式会社および三菱電機ITソリューションズ株式会社を統合し、さらにITソリューションビジネス・業務改革推進本部を新たに分社化・統合して2025年4月に設立。

## 主要事業所

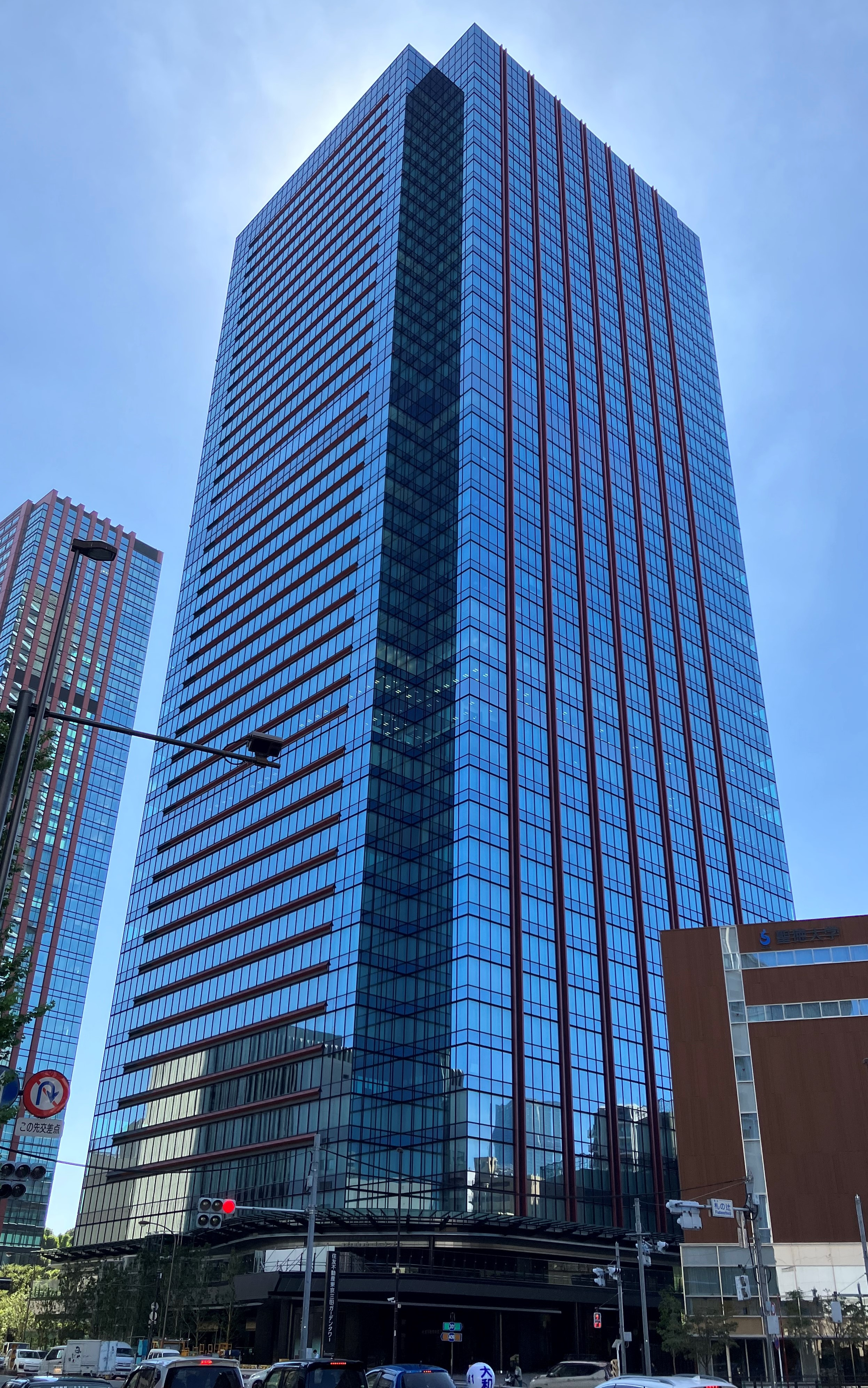
三田事務所がある 東京三田ガーデンタワー

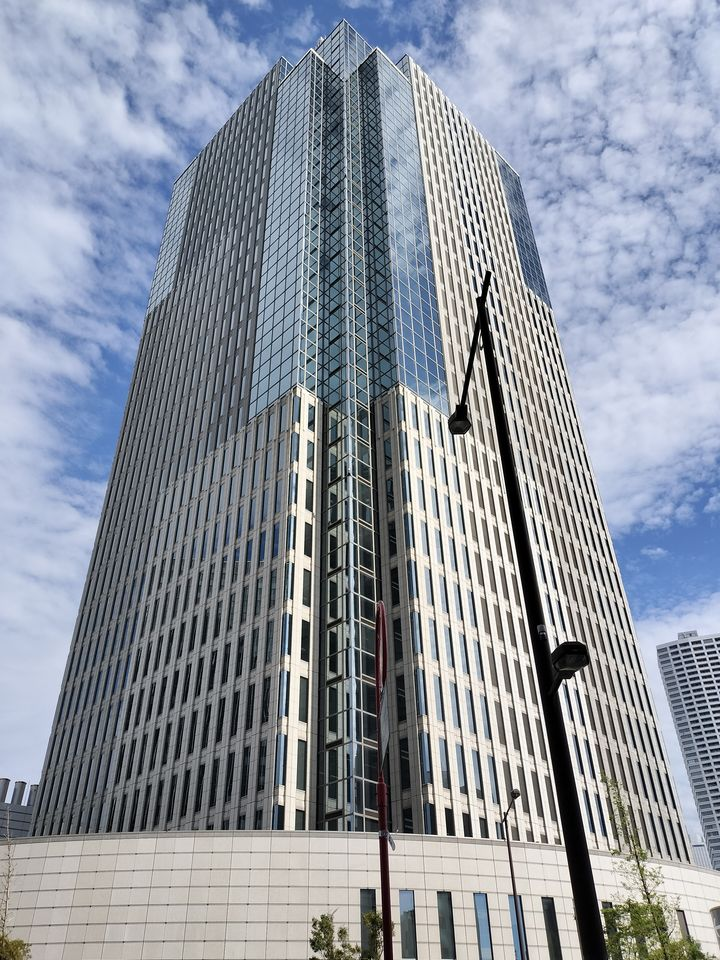
中野事務所がある ハーモニータワー

- 丸ノ内本社 - 東京都千代田区丸の内二丁目7番3号（東京ビル）
- 三田事務所 - 東京都港区三田3-5-19 東京三田ガーデンタワー 4階
  - 湘南システムセンター - 神奈川県鎌倉市上町屋325
  - 中部オフィス - 愛知県名古屋市中区丸の内1-17-29 メイフィス丸の内ビル
  - 関西オフィス - 大阪府大阪市北区中之島6-2-40 中之島インテス
- 芝浦事務所 - 東京都港区芝浦4-6-8 田町ファーストビル
  - 北海道支店 - 北海道札幌市中央区北2条西3-1-16 太陽生命ひまわり札幌ビル 3F
  - 東北支店 - 宮城県仙台市青葉区柏木1-2-45 フォレスト仙台ビル 6F
  - 中部支社 - 愛知県名古屋市中村区名駅2-45-14 東進名駅ビル 6F
  - 関西支社 - 大阪府大阪市北区中之島6-2-40 中之島インテス 5F
  - 四国支店 - 香川県高松市天神前10-12 香川天神前ビル 4F
  - 九州支社 - 福岡県福岡市中央区天神3-9-33 KG天神ビル6F
- 中野事務所 - 東京都中野区本町1-32-2（ハーモニータワー 16階・25階・26階）
  - 中部支社 - 愛知県名古屋市中区丸の内1-17-29（メイフィス丸の内ビル5階・6階・7階）
  - 関西支社 - 大阪府大阪市北区中之島6-2-40 （中之島インテス 4階・7階）
  - 九州支社 - 福岡県福岡市中央区天神4-2-20 （天神幸ビル 6階）
  - 北海道支店 - 北海道札幌市中央区北4条西6-1 （毎日札幌会館 6階）
  - 東北支店 - 宮城県仙台市宮城野区榴岡5-1-35 （三共仙台東ビル 2階）
  - 北陸支店 - 石川県金沢市堀川新町2-1 （井門金沢ビル4階）
  - 中国支店 - 広島県広島市中区本通7-19 （広島ダイヤモンドビル 5階）
  - 四国支店 - 香川県高松市観光通2-2-15 （第二ダイヤビル 6階）
  - 大分支店 - 大分県大分市萩原2-2-35

## 関連会社
- 株式会社スーパーコミュニケーションズ（SCI）
- 株式会社メルコテクノ横浜
- 株式会社テクノウェア（TEW）
- クラウドセントリック株式会社（C3）
- エムビーテクノ株式会社（MBT）